# Ewald Follmann
Ewald Follmann, född 28 januari 1926, död 20 juni 1990, var en tysk fotbollsspelare.
Follmann representerade klubblagen Borussia Neunkirchen och FC Metz.
Han spelade tre A-landskamper för Saarland. Han gjorde ett mål, i en match mot Nederländerna 1955.